# Hasznos Holmik (regény)
A Hasznos Holmik (Needful Things) Stephen King amerikai író 1991-ben megjelent regénye. Magyarul először az Európa Könyvkiadónál jelent meg Bartos Tibor fordításában, 1993-ban.

## Cselekmény
|  | Alább a cselekmény részletei következnek! |

Castle Rock egy nyugodt, békés kisváros Maine államban, ahol azonban rendszeresen furcsa dolgok történnek. Most éppen – 1991-ben járunk egyébként – egy idegen érkezik, akit Mr. Leland Gauntnak hívnak, és aki csak annyit hajlandó elárulni magáról, illetve múltjáról, hogy Akronból való. A nagyon kedves, idős férfi új boltot nyit Castle Rockban Hasznos Holmik néven, ahol különböző tárgyakat árul a város lakosainak. Mindenki pont azt tudja megvásárolni nála, amire már régóta fájt a foga – ráadásul mindezt felettébb kedvező áron. De az árban nem csupán a pénzbéli fizetség foglaltatik benne, hanem minden esetben egy kis csínytevés is.
Így kezdődik tehát a félreértések sorozata. Alan Pangbornnak, a helyi seriffnek éppen ez idő tájt kell meg megbirkóznia felesége és kisfia közelmúltbéli halálával, akik egy autóbalesetben vesztették életüket. Szinte teljes mértékben tehetetlen a városban zajló eseménysorozatok láttán, miközben a helyzet egyre veszélyesebbé kezd válni, mivel a tréfáknak gyakran ártatlan emberek is áldozatul esnek. Végül bekövetkezik az első két haláleset a csendes kisvárosban – ráadásul mindkettő gyilkosság. Pangborn megérti, hogy cselekednie kell annak érdekében, hogy megállítsa a további szörnyűségeket. Van azonban egy kis gond: nem is sejti, hogy honnan ered hirtelen a sok rossz cselekedet és bűntény. Mert mindennek okozója természetesen nem más, mint Mr. Leland Gaunt, aki minden látszat szerint hatalmas erő birtokában van.
Az események helyszíne Castle Rock fiktív városa, amelyet Stephen King többek között már tíz évvel korábbi regényében, az 1981-ben íródott Cujo című művében is felhasznált. Egyébként e két mű között számos utalást is találhatunk.
|  | Itt a vége a cselekmény részletezésének! |

## Szereplők
| Karakter                     | Mit vásárolt Leland Gaunttól?                                                  | Kit kellett megtréfálnia?                                                  | Ki ő? | Mi lesz a sorsa? |
| ---------------------------- | ------------------------------------------------------------------------------ | -------------------------------------------------------------------------- | --- | --- |
| Brian Rusk                   | Sandy Koufax – igazolókártya '56-ból                                           | Wilma Jerczyk                                                              | Tizenegy éves fiú, a helyi iskola diákja, aki titokban szerelmes a beszédjavító-tanárnőbe, Sally Ratcliffe-be. Ő a Hasznos Holmik első vevője. | Öngyilkos lesz a lelkiismeret-furdalás miatt, miután kétszer is megtréfálta Wilma Jerczyket. |
| Nettitia Cobb                | Zománcüveg lámpaernyő                                                          | Danforth 'Rosszcsont' Keeton                                               | Polly házvezetőnője, aki sötét titkot őrizget: sok éve, rengeteg szenvedés után megölte a férjét egy pecsenyevillával, mert az eltörte legféltettebb kincsét, a lámpaernyőt. Tettéért a Borókadombi elmegyógyintézetbe került. Polly segítségével új életet kezd. | Wilma Jerczyk végez vele, miután észreveszi, hogy valaki köveket dobált a házába. |
| Patricia 'Polly' Chalmers    | Azka (ősi imakorong)                                                           | John 'Ász' Merrill                                                         | A Varró Nők nevű ruhaszalon tulajdonosa akit köszvényénél jobban már csak sötét múltja gyötörhet: Kelton nevű kisfia, akit apa nélkül nevelt, egy lakástűz áldozata lett, amit vélhetően az a drogfüggő lány okozott, akire a gyereket bízta. Szerelmi kapcsolatot tart fenn Alan Pangborn seriffel. | Túléli a robbantásokat, helyrehozza kapcsolatát a seriffel, majd elhagyják a várost. |
| Alan Pangborn                | Információk felesége és fia haláláról, Sony videokamera                        |                                                                            | Castle Rock járás seriffje, aki némileg jártas a bűvésztrükkökben és az árnyjáték bemutatásában is. Felelősnek érzi magát felesége (Annie) és fia (Todd) halála miatt. Legnagyobb ellensége az új boltoson, Mr. Gaunton kívül feltehetőleg John 'Ász' Merrill, akit ő juttatott börtönbe. Szerelmi viszonyt folytat Patricia Chalmersszel.                                                                      | Fia bűvésztrükkjeivel legyőzi Mr. Leland Gauntot, majd helyrehozza kapcsolatát Pollyval, és elhagyják Castle Rockot. |
| Norris Ridgewick             | Bazum horgászbot                                                               | Hugh Priest                                                                | A járás seriffhelyettese, Alan jóbarátja. Danforth Keeton első tanácsnok és közte elharapóznak az ellentétek. | Brianhez hasonlóan öngyilkosságot kísérel meg, mert olyan Bazum horgászbotot kívánt meg, mint amilyen az apjának is volt, de túléli, mert rájön hogy csak a képzelete játszik vele. Alannal és Pollyval együtt túléli a robbantásokat, és elhagyják a várost. |
| Danforth 'Rosszcsont' Keeton | "BEFUTÓ" ügetősjáték.                                                          | Senkit, viszont ő hajtja végre a robbantásokat 'Ász' Merrill segítségével. | Pénzügyi gondokkal küszködő első tanácsnok, aki a lóversenypályák megszállottjává válik. Élete folyamatos rettegésben telik bizonyos emberek miatt, akik lebuktathatják őt, és akiket csak úgy emleget: Ezek. Ez a küzdelem egyre inkább kitölti minden gondolatát, majd társával, Merill-lel megkísérli felrobbantani a várost. Házasságban él Myrtle Keetonnal, ám már egyáltalán nem szerelmes az asszonyba. | Norris meglőtte, majd 'Ász' megadta neki a kegyelemlövést. |
| Myrtle Keeton                | Francia baba                                                                   | Betsy Vigue                                                                | Danforth felesége, aki rendkívül sokat szenved férje megváltozott viselkedése miatt. | Férje többször fejbevágja egy kalapáccsal, miután sikerült kiszabadulnia Ridgewick bilincséből, a nő belehalt a sérüléseibe. |
| Wilma Vadlovsky Jerzyck      | Semmit, de szíve vágya egy török szőnyeg volt, amit nem volt alkalma megvenni. | Nem vásárolt a boltban.                                                    | Lengyel származású savanyú asszonyság, aki a Fűz utcában tartja állandó rettegésben férjét, Pete-et, és nem mellesleg szívből gyűlöli Nettie-t. | Nettie végez vele, miután holtan találja a kutyáját. |
| Peter Michael 'Pete' Jerzcyk | Semmit, nem is járt a boltban.                                                 | Nem vásárolt a boltban.                                                    | Ingatlanügynök, Wilma Jerzyck férje, aki retteg feleségétől, és néha, ha a helyzet elviselhetetlen, akár a Xanaxot sem sajnálja bevetni. | Nem tudni. Valószínűleg életét vesztette a robbantásokban vagy a vallásháborúban. |
| Sally Ratcliffe              | Egy darab Noé bárkájából.                                                      | Frank Jewett                                                               | Brian beszédjavító tanárnője, (a fiú szerelmes belé) a reáltagozat edzőjével, Lester Pratt-tel jár jegyben. Vőlegényével együtt baptista vallásúak. Bár Lester nem ad okot rá, Sallyben mégis ott bujkál a féltékenység, amit Leland Gaunt levelei még csak fokoznak, ez véget vet a kapcsolatuknak és Lester életének.                                                                                         | A vallásháború után öngyilkos lett, felakasztotta magát, mert kínzó bűntudatot érzett vőlegénye halála miatt. |
| Lester Pratt                 | Semmit, mert nem vásárolt a boltban.                                           | Nem járt a boltban.                                                        | A reáltagozat edzője, Sally vőlegénye. Imádja Sallyt, ám John Lapointe viselkedése és Leland Gaunt ármányai féltékenységre adnak neki okot. | Sheila Birgham megölte, fejbe vágta a puskájával, mert Lester nekirontott Johnnak. |

## Magyarul
- Hasznos Holmik; ford. Bartos Tibor; Európa, Budapest, 1993

## Filmváltozat
A filmváltozatot 1993-ban mutatták be, Fraser Clarke Heston rendezésében, főszereplői: Max von Sydow, Ed Harris, Bonnie Bedelia.